# 团花属
团花属（学名：Neolamarckia）是茜草科下的一个属，为乔木植物。
属名Anthocephalus源于希腊语anthos（花）和kephale（头）的合成词，指花密集成头状花序。

## 物种
本属包括以下物种：
- 团花 Neolamarckia cadamba (Roxb.) Bosser
- Neolamarckia macrophylla (Roxb.) Bosser